# Martin Knittler
Martin Knittler (* 10. Juli 1916 in Pietling; † 13. Juli 1958 in Bonn) war ein deutscher SS-Oberscharführer und Blockführer im KZ Sachsenhausen.

## Leben
Martin Knittler war Sohn eines Landwirts. Im Alter von einem Jahr kam er wegen der Erkrankung der Mutter auf den Hof eines Onkels, wo er bis zum 18. Lebensjahr blieb und arbeitete. Im Jahre 1934 verpflichtete er sich freiwillig beim Militär. Im Jahre 1935 wurde er Mitglied der SS. Im Januar 1936 schloss er sich den SS-Totenkopfverbänden an. Am 14. Juni 1937 beantragte er die Aufnahme in die NSDAP und wurde rückwirkend zum 1. Mai desselben Jahres aufgenommen (Mitgliedsnummer 5.229.566).
Ab April 1938 gehörte er zum KZ Sachsenhausen, wo er zunächst in der Postzensur im „Turm A“ arbeitete. Danach wurde er Blockführer in der „Isolierung“, einem abgeschirmten Bereich, in dem Gefangene besonderer Gewalt ausgesetzt waren. Im Sommer ertränkte er einen Häftling in einem Wasserfass. Zu den Appellen erschien er mit einem Schäferhund, den er auf Häftlinge hetzte. Auch habe er Häftlinge am Bock schlagen und an den Pfahl hängen lassen. Im Herbst 1941 nahm er an der Ermordung von mindestens 10 000 sowjetischen Kriegsgefangenen teil. In späteren Gerichtsverfahren wurde nachgewiesen, dass er 50 Gefangene persönlich getötet hatte.
Nach eigener Aussage war Knittler zeitweise Rapportführer im Außenlager „Heinkel-Werke“. Im Jahre 1942 sei er einige Monate Kommandoführer im Außenlager Glau gewesen. Im Jahre 1943 war er demnach im „Kommando Speer“ eingesetzt, wo Häftlinge Kabel und Batterien zerlegen mussten. Ab Januar 1944 wurde Knittler Rapportführer im KZ Mittelbau-Dora, wo Häftlinge in der Rüstungsproduktion arbeiten. Dort nahm er an Hinrichtungen teil.
Am 4. Mai 1945 geriet er in amerikanische Kriegsgefangenschaft, wurde aber im Juni 1946 an die sowjetischen Besatzungstruppen ausgeliefert. Am 31. Oktober 1947 wurde er vom sowjetischen Militärgericht im Sachsenhausen-Prozess zu lebenslanger Zwangsarbeit verurteilt. Er verbüßte einen Teil seiner Haft im Straflager in Workuta. Im Januar 1956 kehrte er als nichtamnestierter Kriegsverbrecher nach Deutschland zurück. Ab Oktober 1956 ließ er sich zum Technischen Zeichner umschulen. Im Januar 1957 kam er in Untersuchungshaft. Im Juli 1958 nahm er sich im Untersuchungsgefängnis Bonn das Leben.